# قانون القداسة

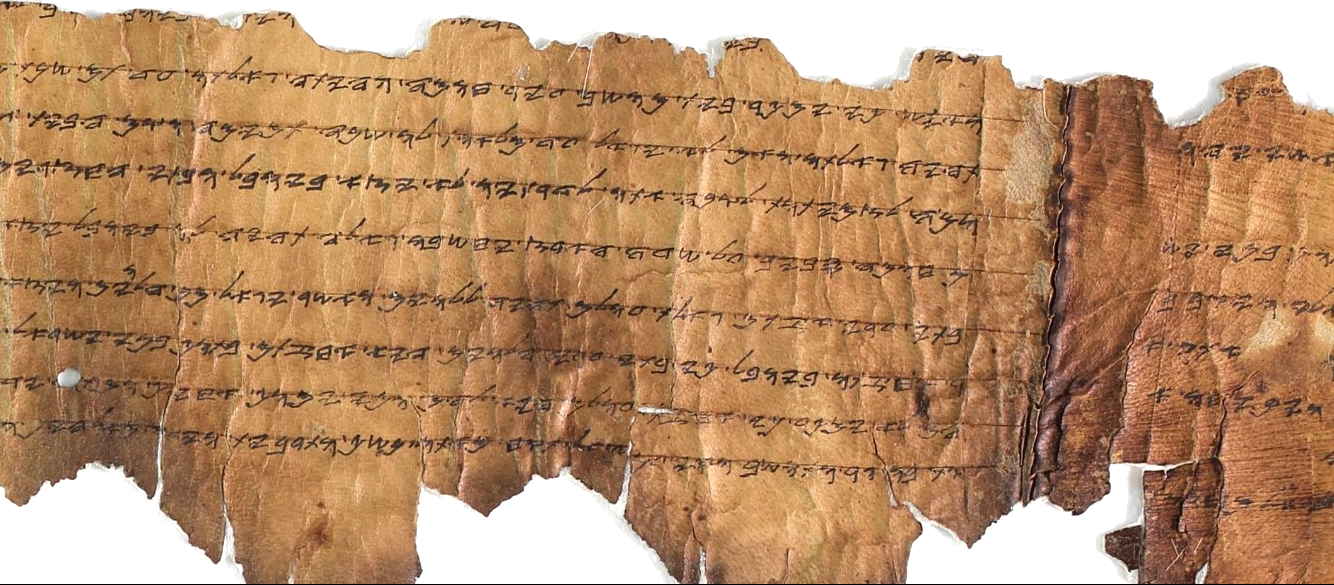
جزء من مخطوطة اللاويين القديمة العبرية التي تحتوي على أقدم نسخة معروفة من قانون القداسة

قانون القداسة يستخدم في النقد الكتابي للإشارة إلى سفر اللاويين الإصحاحات 17-26، وأحيانًا مقاطع في كتب أخرى من أسفار موسى الخمسة وخاصة العدد والخروج. سميت بهذا الاسم بسبب استخدامها المتكرر لكلمة مقدس. أول من صاغ المصلطح هو اللاهوتي الألماني أوغست كلسترمان في عام 1877.  لقد عدها علماء الكتاب المقدس الناقدون وحدة متميزة ولاحظوا أن الأسلوب يختلف اختلافًا ملحوظًا عن النص الرئيس لسفر اللاويين.